# Estação McMurdo

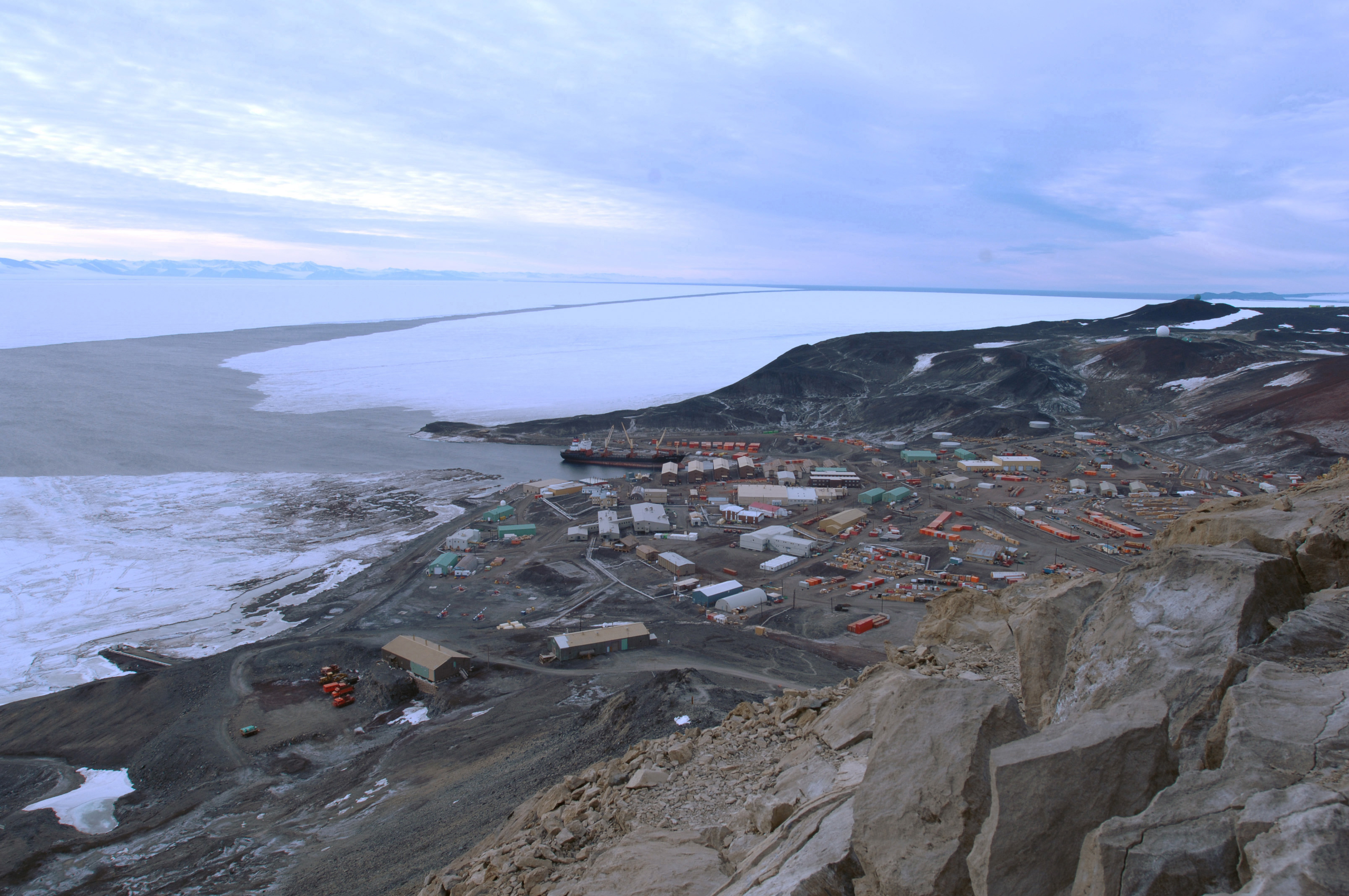

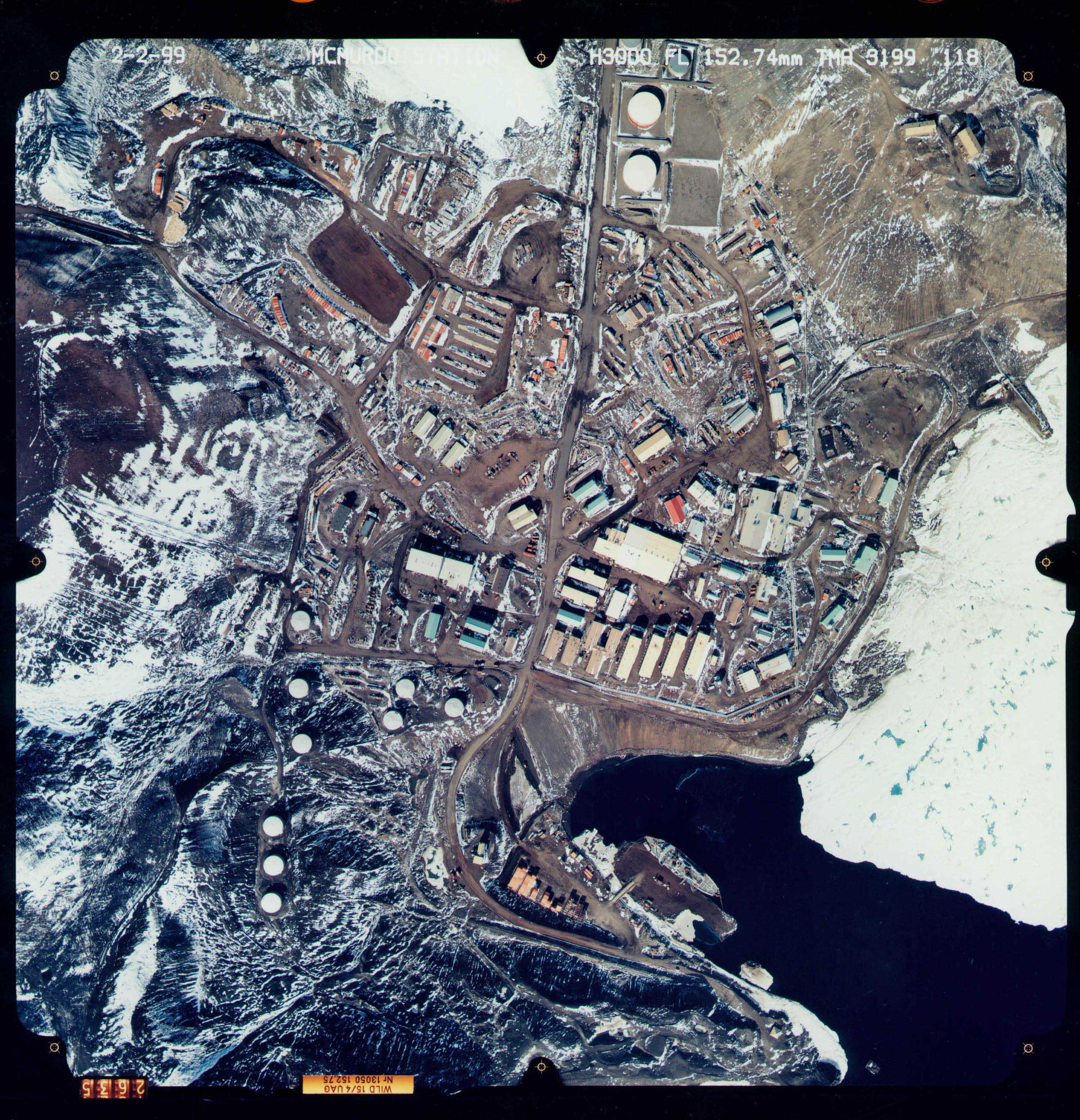
A estação McMurdo vista de cima

A Estação McMurdo é uma base científica localizada na Antártida que pertence aos Estados Unidos. É a maior base científica do continente antártico, sendo também o principal ponto de partida e de chegada para a Estação Polo Sul Amundsen-Scott, localizada no Polo Sul geográfico da Terra.
A Estação McMurdo está situada na ilha de Ross e é capaz de abrigar mais de mil cientistas, visitantes e turistas. Entre os pesquisadores, incluem-se biólogos, geólogos, oceanógrafos, físicos, astrônomos, glaciólogos, e meteorologistas. Os geólogos estudam em geral as placas tectônicas na região Antártica, meteoritos do espaço e vestígios do período da divisão da Gondwana. Os glaciólogos ocupam-se com o estudo da história e da dinâmica do gelo flutuante, da neve, das geleiras, e das capas de gelo. Já os biólogos, além de estudar os animais selvagens, estão interessados em como as baixas temperaturas e a presença dos seres humanos afetam a sobrevivência de uma grande variedade de espécies.
Na Estação McMurdo fica o único porto da Antártida. A Antártida é a região do mundo onde há menos espécies de animais, devido às baixas temperaturas e à pequena quantidade de alimentos. Muitas pessoas vêm a esta estação como visitantes.